# Adelonetria dubiosa
Adelonetria dubiosa Millidge, 1991 è un ragno appartenente alla famiglia Linyphiidae.
È l'unica specie nota del genere Adelonetria.

## Distribuzione
Gli esemplari sono stati reperiti in Cile, nella Regione di Los Lagos.

## Tassonomia
Secondo alcuni autori non dovrebbe appartenere a questa famiglia a causa di alcune caratteristiche specifiche.
Dal 1991 non sono stati reperiti altri esemplari, né sono state descritte sottospecie al 2014.